# Johann II. von Elben
Johann II. von Elben († 1367), aus dem nordhessischen Geschlecht der Herren von Elben, war von 1343 bis 1367 Abt der Reichsabtei Hersfeld.
Seine Amtszeit war durch von seinen Vorgängern geerbte Finanzschwierigkeiten geprägt. So stellte er den Bau des von Abt Ludwig II. von Mansbach (1324–1343) im Jahre 1328 begonnenen Schlosses Eichhof in der Fuldaaue ein, und musste viel Besitz verpfänden oder sogar veräußern. Schon im Jahre 1344 war er gezwungen, das 1239 von Abt Ludwig I. gegründete Hospital am Johannestor mitsamt der Hospitalkirche und allen Liegenschaften an die Stadt Hersfeld zu verkaufen.
Abt Johann sah sich auch, wie bereits seine Vorgänger, mit dem schwindenden Einfluss der Abtei, und somit der Äbte als Landesfürsten, gegenüber dem aufstrebenden Bürgertum in der Stadt und dem Landadel konfrontiert. Auch er war daher immer wieder bestrebt, Besitz- und Herrschaftsrechte zu erhalten.  Schon in seinem ersten Amtsjahr bot sich eine Gelegenheit, verloren gegangenen landesherrlichen Einfluss in der Stadt wiederherzustellen. Im Streit zwischen den Leinewebern und Wollwebern entschied Abt Johann zugunsten der wohlhabenderen Wollweber, die für ihn der wichtigere Teil der Bürgerschaft waren. Die Leineweber erhielten zwar 1343 von ihm die Erlaubnis, weißes Tuch, Distelsaat (zum Färben) und Beiderwand (grobes Zeug aus Leinen und Wolle) herzustellen, aber die besonders einträgliche Färberei wurde ausschließlich den Wollwebern zugestanden.
Hilfreich erwies sich in der finanziellen Zwangslage der Abtei die Abtretung des sogenannten „Judenregals“ durch König Karl IV. an die Abtei im Jahre 1347. Damit war es der Abtei gestattet, auf ihrem Gebiet zu eigenem Nutzen und als Reichslehen Juden Aufenthalt zu gestatten, die unter dem gemeinsamen Schutz des späteren Kaisers und des Abtes stehen sollten. Aber bereits zwei Jahre später, als wegen der großen Pest von 1348/49 Juden überall in Europa verfolgt wurden, versagte ihnen der Abt den Schutz. Stattdessen beschlagnahmte er am 15. Juli 1350 den Besitz aller getöteten oder aus der Stadt vertriebenen Juden. Spätestens 1362 ließen sich dann wieder jüdische Personen in der Stadt nieder, die dafür allerdings Schutzgeld an den Abt zu zahlen hatten.